# Bonifacy Kozłowski
Bonifacy Kozłowski (ur. 9 lipca 1934 w Koźniewie, zm. 12 grudnia 2020 w Pułtusku) – polski choreograf, pedagog kultury, kierownik zespołów ludowych.

## Życiorys

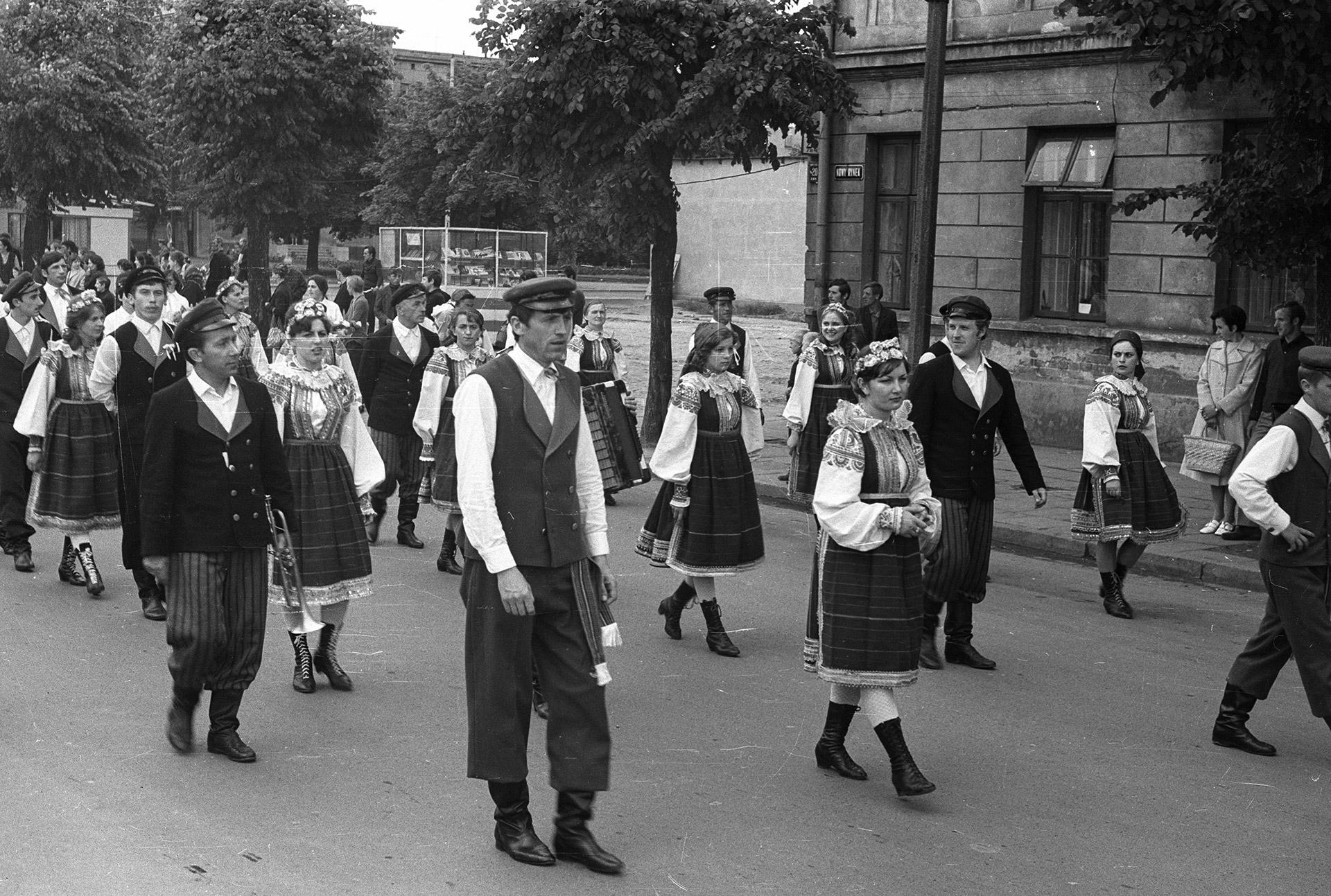
Pochód zespołu z Obrytego przez miasto Płock (z przodu Bonifacy Kozłowski), V Ogólnopolski Festiwal Folklorystyczny (1971)

Urodził się w rodzinie chłopskiej. Był synem Władysława i Józefy z Orłowskich. Skończył szkołę podstawową w Gąseczce, w 1953 Liceum Pedagogiczne w Ciechanowie, a następnie studia choreograficzne w Warszawie (1963) i pedagogikę kultury na Uniwersytecie Warszawskim (1981).
W latach 1953–1959 był kierownikiem szkole podstawowej w Kałęczynie, w latach 1959–1963 w Koźniewie. Następnie pracował jako kierownik Powiatowego Domu Kultury w Pułtusku (1963–1981) i Powiatowego Oddziału PTTK w Pułtusku (1968–1971). Był kierownikiem zajęć pozalekcyjnych w Zespole Szkół Zawodowych w Makowie Mazowieckim (1971–1979) i Zespole Szkół w Golądkowie (1979–2004).
Założył i kierował wieloma zespołami folklorystycznymi, najpierw w szkole podstawowej w Koźniewie i jednostce wojskowej w Ciechanowie. Następnie kierował zespołami pieśni i tańca: „Kurpie Białe” w Obrytem, „Kurpie Gocie” w Gładczynie, „Kaniewiacy” w Karniewie, „Makowianie” i „Ziemia Makowska” w Makowie Mazowieckim, „Puszcza Biała – Cepelia” i „Dzieci Puszczy Białej” w Pułtusku. Był ich założycielem, reżyserem i choreografem. Występował z nimi na festiwalach folklorystycznych w Polsce i za granicą.
Badał tradycje muzyczne i taneczne kurpiowskiej Puszczy Białej, co zaowocowało wydaną w 2004 książką Folklor muzyczny i taneczny Puszczy Białej. Pieśni i tańce, widowisko weselne, obrzędy i zwyczaje. Zebrał w niej ponad 120 pieśni zalotnych, miłosnych, obrzędowych, opis i układy choreograficzne 12 tańców oraz scenariusz wesela z Puszczy Białej. Nagrał ponad 70 utworów z Puszczy Białej i niewielkim nakładem wydał płytę.
Był żonaty z Jadwigą z Wiśniewskich, nauczycielką, z którą miał córkę Iwonę i syna Cezarego.
Został pochowany na cmentarzu św. Krzyża w Pułtusku.

### Nagrody
- Krzyż Kawalerski Orderu Odrodzenia Polski
- Złoty Krzyż Zasługi
- Odznaka „Zasłużony Działacz Kultury”
- Odznaka „Za zasługi dla województwa warszawskiego”
- Odznaka „Za zasługi dla województwa ostrołęckiego”
- Odznaka „Za zasługi dla województwa ciechanowskiego”
- nagrody Ministra Kultury i Sztuki, Ministra Rolnictwa, Wojewody Ostrołęckiego, Wojewody Ciechanowskiego[5]
- z Zespołem Pieśni i Tańca „Puszcza Biała – Cepelia” w 1996 dostał Nagrodę Oskara Kolberga[1]
- Kurpik 2014 – Nagroda Prezesa Związku Kurpiów – w kategorii Muzyka i taniec[6].